# Marawila
Marawila est une ville de la côte ouest du Sri Lanka.